# Maná en vivo
Maná en vivo è il primo album dal vivo del gruppo musicale messicano Maná, pubblicato nel 1994.

## Tracce
CD 1
1. De Pies A Cabeza 5.40
2. Oye Mi Amor 4.51
3. Refrigerador 3.59
4. ¿Dónde Jugarán Los Niños? 6.30
5. Soledad 6.11
6. Huele A Tristeza 7.10
7. Te Lloré Un Río 6.35
8. Estoy Agotado 4.15
9. Perdido En Un Barco 4.25
10. Buscándola 4.06

Tempo totale. 53.47
CD 2
1. La Chula 4:32
2. El Rey 4.39
3. Cómo Diablos 8.05
4. Me Vale 6.15
5. Rayando El Sol 7.46
6. Cómo Te Deseo 9.21
7. La Puerta Azul 3.38
8. Vivir Sin Aire 5.54

```
 Tempo totale: 50.13
```

## Formazione
- Fernando Fher Olvera - voce, chitarra, armonica
- Alex González - voce, batteria, percussioni
- Juan Diego Calleros - basso